# Guiyo Omté
Guiyo Omté est un village du Cameroun situé dans la région de l’Est, le département de Lom-et-Djérem et la commune de Ngoura.

## Population
Selon le recensement 2005, le village comptait 229 habitants, dont 104 hommes et 125 femmes.